# Емельянов, Михаил Александрович (гребец)
Михаи́л Алекса́ндрович Емелья́нов (5 апреля 1991, Шымкент) — казахстанский гребец-каноист, выступал за сборную Казахстана с 2008 года. Участник летних Олимпийских игр в Пекине, чемпион Азиатских игр, трёхкратный чемпион Азии, победитель многих турниров республиканского и международного значения. На соревнованиях представляет Южно-Казахстанскую область, мастер спорта международного класса.

## Биография
Михаил Емельянов родился 5 апреля 1991 года в городе Шымкенте Южно-Казахстанской области Казахской ССР. Активно заниматься греблей начал в 13 лет, проходил подготовку вместе с братьями Сергеем Емельяновым и Тимофеем Емельяновым, которые впоследствии тоже стали известными каноистами.
Благодаря череде удачных выступлений уже в возрасте семнадцати лет удостоился права защищать честь страны на летних Олимпийских играх 2008 года в Пекине — стартовал здесь в зачёте одиночных каноэ на дистанциях 500 и 1000 метров, в обоих случаях сумел дойти лишь до стадии полуфиналов, где одинаково финишировал восьмым.
Первого серьёзного успеха на взрослом международном уровне добился в 2009 году, когда попал в основной состав казахстанской национальной сборной и побывал на чемпионате Азии в Тегеране, откуда привёз две награды золотого достоинства, выигранные в программе одиночных каноэ на дистанциях 200 и 500 метров. Год спустя получил бронзу на Азиатских играх в китайском Гуанчжоу, вместе с братом Тимофеем занял третье место в двойках на тысяче метрах.
В 2013 году на азиатском первенстве в Самарканде одержал победу в двухсотметровой гонке каноэ-двоек и взял серебро в пятисотметровой. Будучи студентом, принимал участие в летней Универсиаде в Казани, выступал в четырёх различных дисциплинах, во всех добрался до финала, однако в число призёров не попал ни в одной. В следующем сезоне в двойках на километре был лучшим на Азиатских играх в корейском Ханаме. В 2015 году добавил в послужной список бронзовую награду, добытую на чемпионате Азии в индонезийском Палембанге.
Имеет высшее образование, окончил Южно-Казахстанский гуманитарный институт имени Мардана Сапарбаева. За выдающиеся спортивные достижения удостоен почётного звания «Мастер спорта Республики Казахстан международного класса».